# انبهاج (اسم)
اِنْبِهَاج هو اسم علم مؤنث من أصل عربي، ومعناه هو الحسن وفيض السرور والفرح.